# Jean Louis Boisselot
Jean Baptiste Louis Boisselot (* 1782 in Montpellier; † 1847 in Marseille) war Gründer des Klavierbau-Unternehmens Boisselot & Fils, Marseille.

## Biografie
Boisselot entstammt einer Geigenbauer-Familie mit Sitz in Montpellier seit etwa 1770.
Zunächst begann er einen Handel mit Noten und Musikinstrumenten, ab 1809 kam speziell der Verkauf von Tafelklavieren und Harfen dazu. Nach Eröffnen einer Niederlassung in Marseille im Jahr 1820 ließ er sich dort 1823 endgültig nieder und widmete sich dem inzwischen wichtigsten Teil seines Geschäfts, dem Verkauf von Klavieren zum Beispiel der Hersteller Pape, Érard oder Pleyel.
Seinen Sohn Louis Constantin (1809–1850) schickte er von 1826 bis 1827 zur Lehre bei Klavierbauern nach Paris und Nîmes und ließ ihn 1834 in England nochmals seine Kenntnisse erweitern.

## Boisselot & Fils
Von 1830 bis 1831 baute er zusammen mit seinem Sohn in Marseille seine eigene Klavier-Fabrikation auf. Die schnelle Steigerung der Produktionsleistung der Fabrik mit 70 Arbeitern auf 100 Klaviere pro Jahr ab 1834 zeigt, dass Vater und Sohn ihre Sache sorgfältig vorbereitet hatten. Boisselot stellte von Anfang an einen erfahrenen Vorarbeiter sowie deutsche und englische Facharbeiter ein. Die ständige Expansion führte 1848 mit 150 Arbeitern zur Produktion von rund 400 Klavieren pro Jahr. Höhepunkt der diesen Erfolg begleitenden Auszeichnungen war die Goldmedaille auf der Pariser Exposition nationale 1844 (der 10. Pariser Industrie-Ausstellung).
Neben anderen Neuerungen präsentierte Boisselot auf dieser Ausstellung erstmals einen Mechanismus, mit dessen Hilfe einzelne Töne und Klänge festgehalten werden konnten und der heute als Tonhalte- oder Sostenuto-Pedal bekannt ist.
Die Wahl von Marseille als Standort einer solchen Manufaktur hatte sich als klug erwiesen: Boisselot & Fils wurde in den 1840er Jahren eine der größten Klavier-Fabriken Frankreichs. Die geografische Lage bot Vorteile: Geringere Kosten für die Arbeitskräfte, preiswerte Verfügbarkeit exotischer Hölzer über den Hafen, leichterer Zugang zu den Exportmärkten in Spanien, Italien und in den französischen Kolonien.
Bei seinem Tod 1847 hinterließ Jean Louis Boisselot seinen beiden Söhnen Louis Constantin und Xavier ein florierendes Unternehmen, das seine Klaviere einer anspruchsvollen Kundschaft verkaufte. Diese war zudem von Franz Liszt gefesselt, der selbst bevorzugt die Instrumente von seinem Freund und Förderer Boisselot spielte und der 1846 in Marseille – gemäß dem Vorbild der Pariser Rivalen – den Konzertsaal Boisselot mit einem Konzert eröffnete. Einen im selben Jahr gebauten Flügel Boisselots nutzte Liszt während mehrerer Jahre an seinem Weimarer Wohnsitz, der Altenburg, wo die meisten seiner Klavierwerke entstanden sind.
1847 oder 1848 gründete die Firma eine Niederlassung in Barcelona.
Nach dem Tod des Vaters führte Louis Constantin die Firma allein weiter, überlebte seinen Vater aber nur drei Jahre. Sein Tod verpflichtete seinen Bruder Xavier, seine Karriere als Komponist in Paris abzubrechen und 1850 die Leitung der Firma zu übernehmen. 1865 trat Xavier die Leitung des Unternehmens an seinen Neffen Franz ab, den Sohn Louis Constantins, benannt nach seinem Paten Liszt. Franz leitete die Firma Boisselot & Fils, die 1893 zur Manufacture Marseillaise de pianos wurde, bis zu seinem Tod 1908. Der Erste Weltkrieg brachte dem Unternehmen das Ende.